# Múscul recte posterior major del cap
El múscul recte posterior major del cap (musculus rectus capitis posterior major) sorgeix des d'un tendó prim en l'apòfisi espinosa de l'axis i s'eixampla mentre ascendeix fins a inserir-se en la part lateral de la línia nucal inferior de l'os occipital. Recentment, el 2011, s'ha informat que hi ha teixit connectiu suau que va des d'aquest múscul fins a la duramàter cervical. Diversos estudis clínics podrien confirmar aquesta relació anatòmica. Es podria interpretar que aquesta connexió serveixi per ajustar la tensió de la duramàter amb el múscul recte posterior menor del cap.
Com aquest múscul té dos extrems que tenen una posició ascendent i en diagonal, es pot observar a través d'un espai triangular el múscul recte posterior menor del cap.
L'acció principal d'aquest múscul és estendre i rotar el coll a nivell de l'articulació entre l'atles i l'os occipital.

## Imatges

Animació on s'observa la posició del recte posterior major del cap (destacat en vermell).
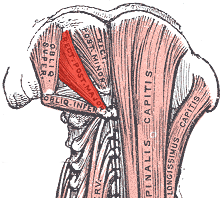
Múscul recte posterior major del cap
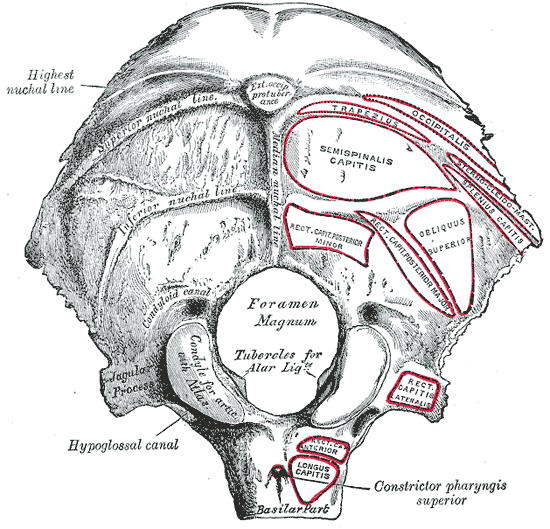
Os occipital. Superfície exterior.
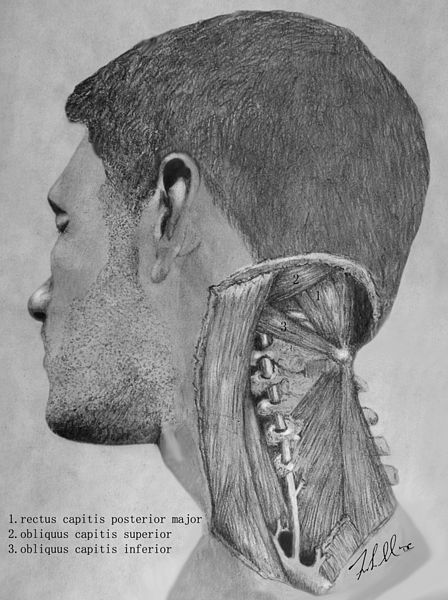
Relació del múscul recte posterior major del cap amb altres músculs occipitals.